# Saint-Étienne-le-Molard
Saint-Étienne-le-Molard is een gemeente in het Franse departement Loire (regio Auvergne-Rhône-Alpes) en telt 867 inwoners (2005). De plaats maakt deel uit van het arrondissement Montbrison.
In de gemeente ligt het kasteel La Bâtie d’Urfé, gebouwd door het geslacht d'Urfé. Die verplaatsten hun residentie in de 15e eeuw van de feodale burcht in Champoly naar hier. Claude d'Urfé (1501-1558) liet het kasteel vanaf 1535 ombouwen naar een renaissancepaleis. De familie d'Urfé verkocht het kasteel in 1765. Het raakte stilaan in verval. In 1912 werd het beschermd als historisch monument en in de loop van de 20e eeuw werd het kasteel gerestaureerd.

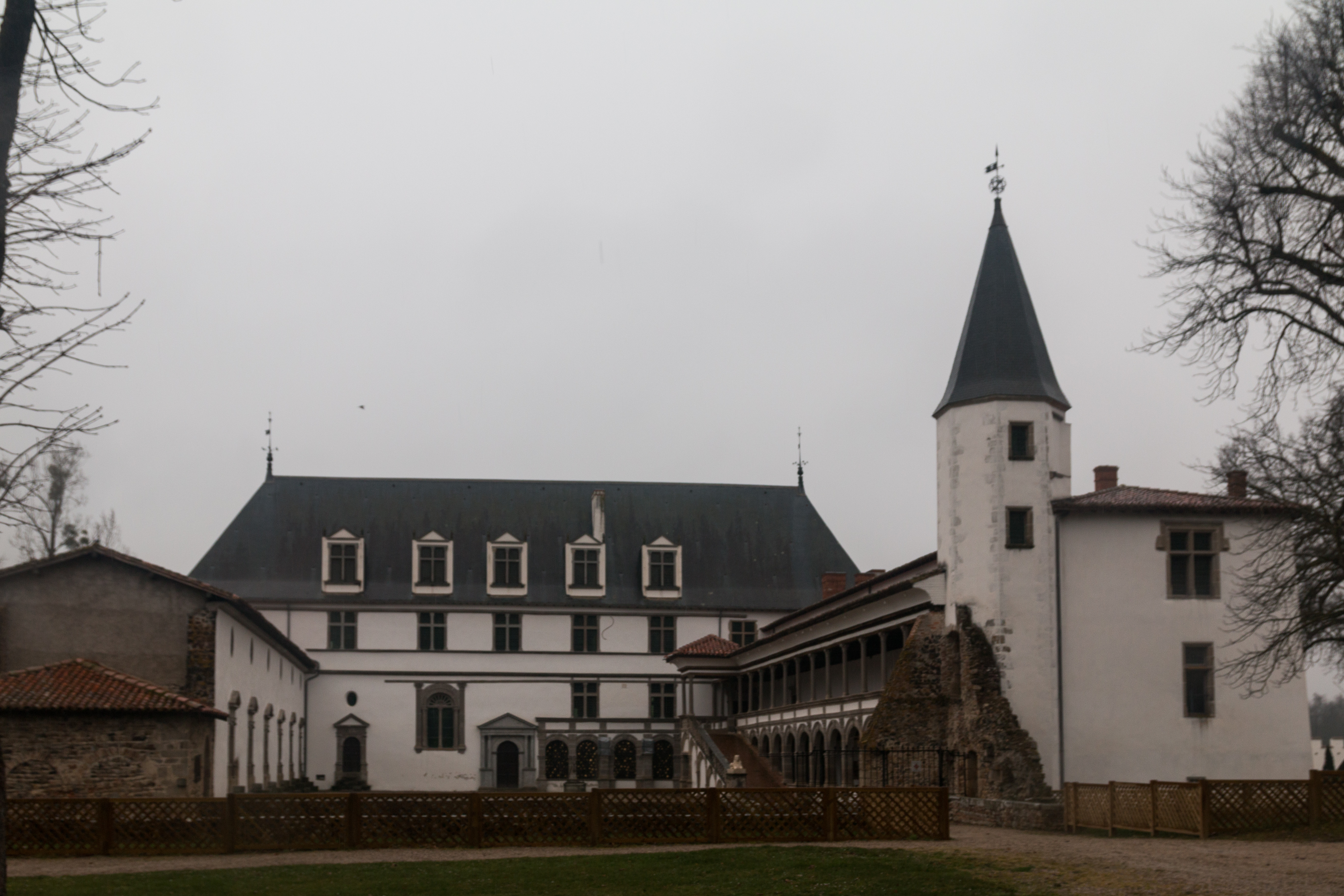
Bâtie d’Urfé, voorzijde

## Geografie
De oppervlakte van Saint-Étienne-le-Molard bedraagt 16,4 km², de bevolkingsdichtheid is 52,9 inwoners per km².
De onderstaande kaart toont de ligging van Saint-Étienne-le-Molard met de belangrijkste infrastructuur en aangrenzende gemeenten.

## Demografie
Onderstaande figuur toont het verloop van het inwonertal (bron: INSEE-tellingen).